# 한국형 경헬기 사업
KLH 사업 또는 한국형 경헬기 사업은 대한민국 육군의 MD 500 디펜더(1.3톤)를 대체할 새로운 경헬기를 도입하는 사업이었다.

## 경헬기 사업
KLH 사업은 노태우 정부 시절인 1988년에 사업이 구체화되어 육군이 합참에 소형헬기 147대를 소요제기 하였다. 그러나 후보기종들이 군의 요구조건을 충족하지 못하였고, 이에 따라 90년대 초반에 소요대수가 106대, 86대, 54대, 36대로 점차 감소하였다. 3차례의 비행시험에도 군 요구조건을 만족하지 못하였으며 96년에는 육군이 국방부에 요청한 KLH 사업을 삭제하기에 이르렀다. 결국 1996년에 비무장시에 한하여 전투사용이 가능하다는 제한적인 전투적합가 판정을 내렸으며, 군의 항속거리 ROC 자체를수정하기에 이르렀다. 1997년 KLH 사업은 Bo105 12대를 면허생산하는 것으로 최종 결정되었다. 이는 대한민국 육군이 운용중이던 AH-1 공격헬기가 작전하기 필요한 스카웃헬기로서의 최소한의 수량이었다.
KLH의 주계약자로는 1990년 7월 대우중공업이 선정되었다. 대우중공업은 2010년경 세계 4위권의 헬기 제작사로 발돋움한다는 계획 아래 별도의 헬기 생산공장 건립을 추진하는 등 1000억 원에 이르는 막대한 자금을 투입하였다. 그렇기에 대우중공업은 KLH 사업에 사활을 걸었고, 이 과정에서 이양호 국방부 장관이 KLH 사업을 삭제하지 않고 계속 진행하도록 하는 대가로 1억5천만원의 뇌물을 대우중공업으로부터 수수하여 구속되었다.
VIP수송용을 제외하고 군용으로 미국제 이외의 헬기를 도입한 건 Bo-105가 처음이다.

## 한국형 헬기 사업
KLH 사업이 사실상 축소에 가까운 취소된 이후, 한국 정부는 500MD 교체사업으로 한국형 헬기 사업을 추진하였다. 사업자는 대우중공업 등을 인수합병한 KAI가 선정되었고, 해외협력업체로는 유로콥터가 선정되었다. 이 사업은 이후 500MD 교체에서 UH-1 교체로 사업 성격이 변경되었으며 2010년 3월 10일 오전10시 경남 사천공항에서 수리온(8톤)이 초도비행에 성공하여 세계 11번째 헬리콥터 개발국이 되었다.